# Тепетонго (муниципалитет)
Тепетонго (исп. Tepetongo) — населённый пункт и муниципалитет в Мексике, входит в штат Сакатекас. Население 7080 человек.

## История
Город основан в 1823 году .
1 октября 2013 года жизнь самоубийством покончил избранный 15 сентября того же года мэр Филемон Карлос Роблес.